# Warren Spink
Warren Spink (ur. 4 października 1966 w Melbourne) – australijski piłkarz występujący na pozycji pomocnika, a także trener.

## Kariera klubowa
Spink karierę rozpoczął w organizacji AIS. Następnie występował w klubach Preston Makedonia, Footscray JUST, ponownie Preston Makedonia, Singapore FA (Singapur), Avala, Westgate, Newcastle Breakers, Morwell Falcons, Green Gully, South Melbourne FC, Geylang United (Singapur), Preston Lions oraz Bulleen Zebras.

## Kariera reprezentacyjna
W latach 1988–1997 w reprezentacji Australii Spink rozegrał 38 spotkań i zdobył 9 bramek. W 1996 roku wraz z kadrą Australii zdobył Puchar Narodów Oceanii.